# Loma de San Pablo
Loma de San Pablo är en ort i Mexiko.   Den ligger i kommunen Villa de Allende och delstaten Mexiko, i den södra delen av landet, 110 km väster om huvudstaden Mexico City. Loma de San Pablo ligger 2 674 meter över havet och antalet invånare är 706.
Terrängen runt Loma de San Pablo är huvudsakligen kuperad, men åt nordost är den platt. Runt Loma de San Pablo är det ganska tätbefolkat, med 144 invånare per kvadratkilometer. Närmaste större samhälle är Heróica Zitácuaro, 19,5 km väster om Loma de San Pablo. I omgivningarna runt Loma de San Pablo växer huvudsakligen savannskog.